# مایکل فورسل
مایکل فورسل (انگلیسی: Mikael Forssell؛ زادهٔ ۱۵ مارس ۱۹۸۱) یک بازیکن فوتبال اهل فنلاند است.
وی سابقه بازی در تیم‌های مطرحی همچون باشگاه فوتبال چلسی، باشگاه فوتبال کریستال پالاس، بروسیا مونشن‌گلادباخ، باشگاه فوتبال بیرمنگام سیتی، هانوفر ۹۶، باشگاه فوتبال لیدز یونایتد و بوخوم را دارد، وی همچنین در تیم ملی فوتبال فنلاند ۸۶ بازی ملی و ۲۹ گل مل در کارنامه دارد.